# Glympis umbrifera
Glympis umbrifera är en fjärilsart som beskrevs av George Francis Hampson 1926. Glympis umbrifera ingår i släktet Glympis och familjen nattflyn. Inga underarter finns listade i Catalogue of Life.